# Sebja de Kerzaz
Sebja de Kerzaz, también conocido como Sebja el Melah, es un lago salado endorreico en la provincia de Béni Abbès, al suroeste de Argelia. El río Uadi Saoura desemboca en el lago.
El lago está situado cerca de Kerzaz, a unos 120 km al sureste de Béni Abbès.

## Geografía
Sebja el Melah es un lago salado formado en una cuenca de la provincia de Béni Abbès, en el suroeste de Argelia, al sur de las montañas del Atlas. La cresta rocosa de la cordillera de Ougarta se encuentra al oeste y las dunas de arena del Gran Erg Occidental al este.  La sebja en sí tiene una precipitación anual de alrededor de 20 mm (0,8 plg), mucho menor que lo que recibe el Atlas sahariano al norte (unos 150 mm (6 plg)). El lago se alimenta por el río estacional Uadi Saoura, pero la mayor parte del año el volumen de agua evaporada de la superficie excede el volumen de agua que fluye y se forma una costra de sal. La cuenca no tiene desagüe y, como la fuente del agua es continental y no marina, la cantidad de sal depositada es limitada.
El fondo de la sebja suele estar seco y cubierto por una costra salada, formada principalmente por halita. Periódicamente, las fuertes lluvias provocan inundaciones en el Saoura y el agua fluye hacia la sebja. Los sólidos disueltos totales aumentan a medida que la corteza se disuelve parcialmente y se produce la evaporación. Una parte del agua se infiltra en el suelo arcilloso formando una capa impermeable bajo la cual se encuentra un acuífero saturado en cuanto a cloruro sódico. El agua del lago se evapora y, al cabo de unos meses, la sebja se seca y se forma una nueva costra.